# 舟山渔场
舟山渔场是中国最大的渔场，中国沿海10大渔场之一，完全在浙江省境内。也是世界上少数几个最大的渔场之一。其位于舟山群岛东部，大致在北纬28-31°，东经125°以西的范围，地近长江、钱塘江的出海口。冷暖咸淡不同的水系在此汇合，水质肥沃，饵料丰富，鱼群十分密集。以大黄鱼、小黄鱼、带鱼和墨鱼（乌贼）4大家鱼为主要渔产。
渔场的中心基地位于嵊山。